# Championnat de Slovaquie de hockey sur glace 1999-2000
Saison précédente Saison suivante
La saison 1999-2000 est la septième saison des championnats de hockey sur glace de Slovaquie : l’Extraliga, la première division, la 1. liga, second échelon et des autres divisions inférieures.

## Saison régulière
|     | Équipe                  | PJ | Pts | V  | N  | D  | BP  | BC  | +/-  |
| --- | ----------------------- | -- | --- | -- | -- | -- | --- | --- | ---- |
| 1er | HC Slovan Bratislava    | 56 | 75  | 34 | 7  | 15 | 233 | 133 | +100 |
| 2e  | HKm Zvolen              | 56 | 71  | 31 | 9  | 16 | 219 | 161 | +58  |
| 3e  | HK ŠKP Poprad           | 56 | 66  | 29 | 8  | 19 | 182 | 162 | +20  |
| 4e  | Dukla Trenčín           | 56 | 63  | 27 | 9  | 20 | 207 | 151 | +56  |
| 5e  | HK 36 Skalica           | 56 | 57  | 23 | 11 | 22 | 159 | 175 | -16  |
| 6e  | HK 32 Liptovský Mikuláš | 56 | 56  | 20 | 16 | 20 | 157 | 184 | -27  |
| 7e  | HC Košice               | 56 | 35  | 12 | 11 | 33 | 142 | 235 | -93  |
| 8e  | HK Spišská Nová Ves     | 56 | 25  | 9  | 7  | 40 | 114 | 212 | -98  |

|  | Qualifiés pour les séries éliminatoires |  | Relégué en 1.liga |

## Séries éliminatoires
|  | Demi-finales         | Demi-finales |                        |   | Finale | Finale |
|  | Demi-finales         | Demi-finales |                        |   | Finale | Finale |
|  |                      |              |                        |   |        |        |
|  |                      |              |                        |   |        |        |
|  |                      |              |                        |   |        |        |
|  | HC Slovan Bratislava | 3            |                        |   |        |        |
|  | HC Slovan Bratislava | 3            |                        |   |        |        |
|  | Dukla Trenčín        | 0            |                        |   |        |        |
|  | Dukla Trenčín        | 0            | HC Slovan Bratislava   | 3 |        |        |
|  |                      |              | HC Slovan Bratislava   | 3 |        |        |
|  |                      | HKm Zvolen   | 2                      |   |        |        |
|  | HKm Zvolen           | HKm Zvolen   | 2                      | 3 |        |        |
|  | HKm Zvolen           |              |                        | 3 |        |        |
|  | ŠKP PS Poprad        | 2            |                        |   |        |        |
|  | ŠKP PS Poprad        | 2            | Match pour la 3e place |   |        |        |
|  |                      |              |                        |   |        |        |
|  |                      |              |                        |   |        |        |
|  |                      |              |                        |   |        |        |
|  | Dukla Trenčín        | 2            |                        |   |        |        |
|  | Dukla Trenčín        | 2            |                        |   |        |        |
|  | ŠKP PS Poprad        | 0            |                        |   |        |        |
|  | ŠKP PS Poprad        | 0            |                        |   |        |        |

### Demi-finale
- HC Slovan Bratislava - Dukla Trenčín 3:0  (10:2, 2:0, 2:1)
- HKm Zvolen - HK ŠKP Poprad 3:2  (0:2, 5:2, 4:1, 0:5, 3:0)

### Finale
- HC Slovan Bratislava - HKm Zvolen 3:2  (0:1, 5:1, 2:3, 3:1, 8:1)

### Match pour la troisième place
- Dukla Trenčín - HK ŠKP Poprad 2:0  (6:4, 3:1)

### Effectif champion 1999-2000 - HC Slovan Bratislava
- Gardiens de but : Radovan Biegl, Martin Kučera, Marek Mastič
- Défenseurs : Daniel Babka, Marián Bažány, Vladimír Búřil, Jevgenij Gribko, Radoslav Hecl, Rudolf Jendek, Miroslav Mosnár, Peter Podhradský, Marek Priechodský, Pavol Rešetka, Ľubomír Višňovský
- Attaquants : Zdeno Cíger, Miroslav Hlinka, Michal Hreus, Roman Iľjin, Richard Kapuš, Ľubomír Kolník, Radoslav Kropáč, Martin Krumpál, Miroslav Lažo, Ján Lipianský, Martin Madový, Vasilij Pankov, Ondrej Prokop, Igor Rataj, Peter Siroťák, Juraj Štefanka, Miroslav Štefanka, Roman Tomašech, Rudolf Verčík, Erik Weissmann
- Entraîneurs : František Hossa, Ľubomír Pokovič, Ernest Bokroš, Ľudovít Venutti